# Lecteria (Lecteria) duchaillui
Lecteria (Lecteria) duchaillui is een tweevleugelige uit de familie steltmuggen (Limoniidae). De soort komt voor in het Afrotropisch gebied.